# Phoebis
Phoebis is een geslacht van vlinders uit de familie Pieridae (witjes).
Phoebis werd in 1819 beschreven door Hübner.

## Soorten
Het geslacht omvat de volgende soorten:
- P. agarithe (Boisduval, 1836)
- P. argante (Fabricius, 1775)
- P. avellaneda (Herrich-Schäffer, 1865)
- P. boisduvali (Felder, 1861)
- P. bourkei (Dixey, 1933)
- P. cipris Fabricius, 1793
- P. clarki (Schaus, 1920)
- P. editha (Butler, 1870)
- P. etiolata (Forbes, 1927)
- P. fluminensis (D'Almeida, 1921)
- P. godartiana (Swainson, 1821)
- P. jada (Butler, 1870)
- P. neocypris (Hübner, 1823)
- P. orbis (Poey, 1832)
- P. philea (Linnaeus, 1763)
- P. rurina (Felder, 1861)
- P. sennae (Linnaeus, 1758)
- P. statira Cramer, 1777
- P. tatei Brown, 1933
- P. trite Linnaeus, 1758